# Barylestis insularis
Barylestis insularis är en spindelart som beskrevs av Simon 1910. Barylestis insularis ingår i släktet Barylestis och familjen jättekrabbspindlar.
Artens utbredningsområde är Bioko. Inga underarter finns listade.